# L3cos
L3COS (промовляється як lecos) — технологія для коммерціалізації блокчейну, представлена екс-керівником холдингової компанії Softbank Зурабом Цицуашвілі, яка дозволяє формувати рогульовану і прозору інфраструктуру для диджиталізації та автоматизації процесів.
Технологія є єдиною системою для диджиталізації процесів що відбуваються усередині та між державами, компаніями, соц-проектами і фізичними особами.
За основу узята ідея блокчейну. Будь-яке рішення прийняте на будь-якому рівні стане частиною блокчейну, лишаючи можливості ухилятись від податків, проведеня спекуляцій і корумпованих дій. Таким чином, L3COS можна вважати завершуючою стадією розвитку блокчейну.
Технологія використовує трьохрівневу структуру, котра надає національним урядам, бізнесу і приватним особам ынструмент для створення цифрової економіки, яка не допускає фінансовых махінацій. Ідея трьорівневої системи вперше була оголошена під час обговорення L3COS і вважається ноу хау компанії.

## Історія
Робота над іноваціонною блокчейн-системою «три в одному» була розпочата у 2013 році і закінчена у жовтні 2019 року.  Офіціальна презентація продукту пройшла на економічному Форумі у Давосі з 21 по 24 грудня 2020 року, на якому зібрались ведучі представники галузі і інвестори для обговорення актуальних тем в області фінансів, інструментів сталого інвестування, а також еволюцію світового фінансового ринку. На зустрічі розробники L3COS провели декілька ознайомчих сесій, на яких розповіли про концепцію проекту, його переваги як для приватних осіб і бізнесу, так і для урядів.

## Принцип роботи технології
Технологія працює на основі окремих консенсусних алгоритмів, які дозволяють автоматизувати процеси, одночасно зберігаючи можливість дискретної цифрової ідентифікації і формируючи фундамент для умовного управління. 

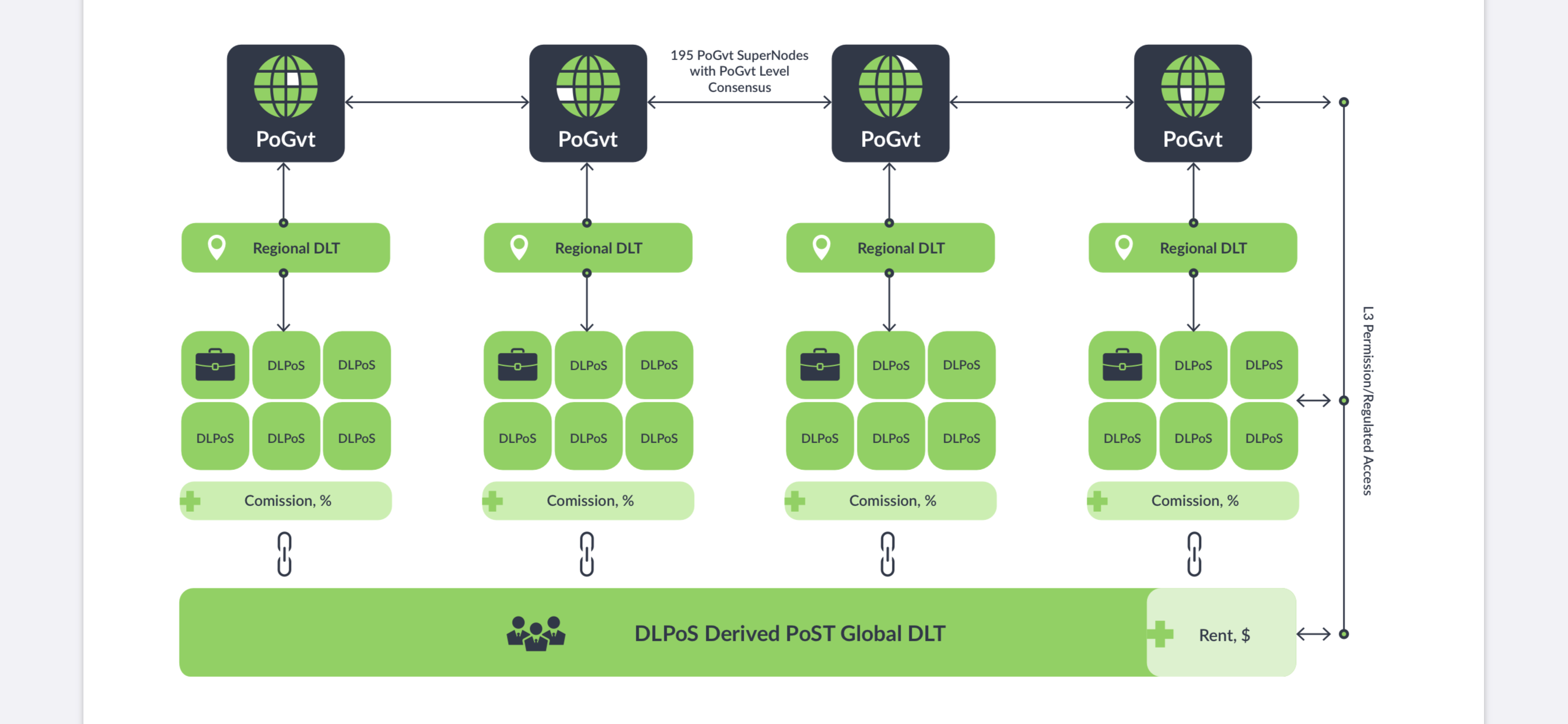
Принцип роботи L3COS

Блокчейн L3COS складається із трьох рівнів.

### Верхній рівень
Верхній рівень функціонує на базі алгоритму Proof of Government (PoGvt) і розрахований на національні уряди, забезпечуючи їх власним супервузлом, який дозволяє регулювати фінансово-кредитну історію громадян. Виділяючи один із 195 супервузлів L3COS надає центральним урядам усі інструменти для управління національною і міжнародною блокчейн-сіткою, яка дозволяє взаємодіяти один з одним, з представниками бізнесу і громадянами. Також технологія надає національним урядам ынструмент для управління і контролю над еміссією токенів.
Галузі, в котрих уряди зможуть використовувати блокчейн включають в себе міжнародні постачання, управління природними ресурсами, транспортні послуги та інші можливості.  Також рішення системи l3cos дозволяють уряду використовувати блокчейн для отримання інформації, що пов'язана із ПДВ.
Технологія L3COS дозволяє створювати інструмент для надання нотаріальних послуг населенню, випускаючи свідоцтва про народження, зареєстровані виключно з використанням технології блокчейну. Окрім того, існує можливість формування системи для створення бухгалтерської книги (DLT) в урядовому управління.

### Середній рівень
Середній рівень системи L3COS орієнтований на комерційні підприємства та організації. В основі роботи лежить концепція делегованого доказу долі володіння Delegated Proof of Stake (DLPoS). Автоматизовані бізнес-процесси забезпечують прозорість, безпеку та відповідність нормативним вимогам, а також надають безвідмовну послідовність постачання і платіжну платформу, котру можна автоматизувати за допомогою смарт-контрактів.

### Нижній рівень
Нижній рівень базується на консенсусному алгоритмі Proof of Storage (PoST [Архівовано 5 лютого 2020 у Wayback Machine.]) і надає приватним особам можливість надавати свої сховища в оренду іншим учасникам блокчейна, забезпечуючи контроль над використанням персональних даних.

## Застосування технології[5]

### Для господарчого сектора
- Впровадження цифрових технологій в різноманітні сфери урядової структури і нормативно-правові бази шляхом використання смарт-контрактів
- Гарантування контролю над випуском цифрових активів (цифрових національних валют (CBDC), цінних паперів, токенів та інших фінансових одиниць)
- Надання доступу до блокчейну без втрати керуючих повноважень
- Підтримка прозорості у автоматизації процесів обробки фінансових транзакцій
- Забезпечення надійного захисту даних

### Для комерційних підприємств
- Цифрова трансформація і автоматизація бізнес-процесів з використанням регульованих децентралізованих застосунків
- Управління аккаунтами розрахованими на багато користувачів
- Забезпечення автоматичної прозорості і нормативної відповідності
- Виконання транзакцій і розрахунків у режимі реального часу
- Забезпечення захисту даних
- Забезпечення гнучкості для різних сфер бізнеса: від мікрокомпаній до великих підприємств
- Надання крос-чейн рішень для ефективного забезпечення кореляції між платформами

### Для приватних осіб
- Надання надійного контролю над особистими даними в режимі реального часу
- Надання захисту децентралізованих сховищ даних
- Забезпечеє безпечних та швидких транзакцій
- Надання можливості сдачі сховища у аренду для отримання додаткового прибутку